# Черниківщина
Черниківщина (біл. вёска Чарнікоўшчына) — село в складі Смолевицького району Мінської області, Білорусь. Село підпорядковане Заболотській сільській раді, розташоване в центральній частині області.